# Listă de conducători de stat din 973
969 - 970 - 971 - 972 - 973 - 974 - 975 - 976 - 977
Aceasta este o listă a conducătorilor de stat din anul 973:

## Europa
- Amalfi: Manso I (duce, 966-1004; ulterior, principe de Salerno, 981-983)
- Anglia: Edgar (rege din dinastia Saxonă, 959-975)
- Anjou: Geoffroi I Grisegonelle (conte, cca. 960-987)
- Aquitania: Guillaume al IV-lea cel Lăudăros (duce, 963-990)
- Armenia, statul Ani: Așot al III-lea cel Milostiv (rege din dinastia Bagratizilor, 952/953-977)
- Armenia, statul Kars: Mușegh (rege din dinastia Bagratizilor, 961/962-984)
- Armenia, statul Lori: Gurghen I (rege din dinastia Bagratizilor, 972/980-989/991)
- Armenia, statul Siunik: Sămbat al II-lea (rege din dinastia Bagratizilor, 963/970-cca. 998)
- Armenia, statul Vaspurakan: Așot-Isaak (Sahak) (rege din dinastia Ardzruni, 972-983)
- Bavaria: Henric al II-lea cel Pașnic (duce din dinastia Saxonă-Liudolfingii, 955-976, 985-995)
- Benevento: Pandulf I Cap de Fier (principe, 961-981; ulterior, duce de Spoleto, 967-981; ulterior, principe de Salerno, 978-981) și Landulf al IV-lea (co-principe, 968-981; ulterior, duce de Spoleto, 981-982)
- Bizanț: Ioan I Tzimiskes (împărat, 969-976)
- Brandenburg: Dietrich von Haldensleben (margraf, 965-985)
- Bretagne: Dreu (Drogon) (conte, 952-980)
- Burgundia: Henric I cel Mare sau cel Venerabil (duce din linia Robertină a dinastiei Capețienilor, 965-1002)
- Castilia: Garcia Fernandez (conte, 970-995)
- Cehia: Boleslav al II-lea cel Pios (cneaz din dinastia Premysl, 967 sau 972-999)
- Champagne: Herbert al II-lea cel Bătrân (conte din casa de Vermandois, 966-982)
- Cordoba: Abu'l-Mutarrif al-Hakam II al-Mustansir ibn Abd ar-Rahman (calif din dinastia Omeiazilor, 961-976)
- Croația: Ștefan Drzislav (rege din dinastia Trpimirovic, cca. 969-997)
- Danemarca: Harald I Blaatand (rege din dinastia lui Grom, cca. 940-cca. 986)
- Flandra: Arnulf al II-lea (conte din dinastia lui Balduin, 964 sau 965-988)
- Franța: Lothar (rege din dinastia Carolingiană, 954-986)
- Gaeta: Grigore (duce, 962 sau 963-978)
- Germania: Otto I cel Mare (rege din dinastia de Saxonia-Liudolfingii, 936-973; totodată, duce de Saxonia, 936-961; ulterior, împărat occidental, 962-973) și Otto al II-lea cel Roșu (rege din dinastia de Saxonia-Liudolfingii, 973-983; totodată, împărat occidental, 973-983)
- Gruzia, statul Abhazia: Dimitrie al III-lea (rege, 969/970-976/977)
- Gruzia, statul Tao-Klardjet: Bagrat al II-lea cel Simplu (rege din dinastia Bagratizilor, 958-994)
- Hainaut: Regnier al IV-lea (conte, 973-1013)
- Hainaut-Mons: Richer (conte, 964-973) și Renaud (conte, 973)
- Hainaut-Valenciennes: Amaury (conte, 957/958-973) și Garnier (conte, 973)
- Imperiul occidental: Otto I cel Mare (împărat romano-german din dinastia de Saxonia-Liudolfingii, 962-973; anterior, duce de Saxonia, 936-961; totodată, rege al Germaniei, 936-973) și Otto al II-lea cel Roșu (rege din dinastia de Saxonia-Liudolfingii, 973-983; totodată, rege al Germaniei, 973-983)
- Italia: Mihail Abidelas (catepan bizantin, 970-975)
- Ivrea: Conrad (margraf din familia Anscarizilor, 970-cca. 990; anterior, conte de Ventimiglia și de Milano)
- Kiev: Iaropolk I Sveatoslavici (mare cneaz din dinastia Rurikizilor, 972 sau 973-980)
- Leon: Ramiro al III-lea (rege, 966-981)
- Lorena Superioară: Frederic I (duce din casa de Bar, 959-978)
- Luxemburg: Siegfried (conte, 963-987)
- Montferrat: Oddone I (margraf din casa lui Aleramo, ?-?) (?)
- Muntenegru, statul Zeta: Predimir (principe, înainte de 969-după 976)
- Navarra: Sancho al II-lea Garces Abarca (rege din dinastia Jimenez, 970-994)
- Neapole: Marinus al II-lea (duce, 968-977)
- Normandia: Richard I (duce, 942-996)
- Norvegia: Haakon Sigurdsson (jarl, cca. 970-cca. 995)
- Olanda: Dirk al II-lea (conte, ?-988) (?)
- Polonia: Mieszko I (cneaz din dinastia Piasti, cca. 960-992)
- Salerno: Gisulf I (principe, 946-978) și Landulf de Conza (principe, 973; anterior, co-principe de Benevento, 940)
- Saxonia: Hermann (duce din dinastia Billungilor, 961-973) și Bernhard I (duce din dinastia Billungilor, 973-1011)
- Scoția: Kenneth al II-lea (rege, 971-995)
- Serbia: Ljutomir (jupan din dinastia lui Tihomilj, înainte de 971-1018; mare jupan, din 998)
- Sicilia: Abū l-Qāsim ʿAlī ibn al-Ḥasan (emir din dinastia Kalbizilor, 969-982)
- Spoleto: Pandulf I Cap de Fier (duce, 967-981; totodată, principe de Benevento, 961-981; ulterior, principe de Salerno, 978-981)
- Statul papal: Benedict al VI-lea (973-974)
- Suedia: Erik Victoriosul (rege, cca. 945-cca. 994)
- Toscana: Ugo cel Mare (margraf din familia Bosonizilor, 961-1001; ulterior, duce de Spoleto, 989-996)
- Toulouse: Guillaume al III-lea Taillefer (conte, 950-1037)
- Torino: Arduin Glaber (margraf din familia Arduinicilor, 962-977)
- Ungaria: Geza (conducător din dinastia Arpadiană, 970-997)
- Veneția: Pietro Candiano al IV-lea (doge, 959-976)
- Verona: Henric al II-lea cel Certăreț (margraf din dinastia Ottoniană, 955-975, 989-995; totodată, duce de Bavaria, 955-976, 985-995; ulterior, duce de Carintia, 989-995)

## Africa
- Fatimizii: al-Muizz li Din Allah (Abu Tamim Maadd ibn al-Mansur) (calif din dinastia Fatimizilor, 953-975)
- Idrisizii: al-Hassan ibn al-Kasim Gannun (imam din dinastia Idrisizilor, 954-974, 985)
- Kanem-Bornu: Adyoma (cca. 961-cca. 1019)
- Zirizii: Abu'l-Futuh Iusuf Buluggin ibn Ziri (emir din dinastia Zirizilor, 972-984)

## Asia

### Orientul Apropiat
- Bizanț: Ioan I Tzimiskes (împărat, 969-976)
- Buizii din Djibal: Rukn ad-Daula Abu Ali al-Hassan ibn Buleh (emir din dinastia Buizilor, 946/947-976)
- Buizii din Fars și Khuzistan: Adud ad-Daula Abu Șudja Fanna-Khusrau ibn Rukn ad-Daula (emir din dinastia Buizilor, 949/950-983; totodată, emir în Kerman, 949/950-983; totodată, emir în Irak, 978-983)
- Buizii din Kerman: Adud ad-Daula Abu Șudja Fanna-Khusrau ibn Rukn ad-Daula (emir din dinastia Buizilor, 949/950-983; totodată, emir în Fars și Khuzistan, 949/950-983; totodată, emir în Irak, 978-983)
- Buizii din Irak: Izz ad-Daula Abu Mansur Bahtiyar ibn Muizz ad-Daula (emir din dinastia Buizilor, 967-978)
- Califatul abbasid: Abu'l-Kasim al-Fadl al-Muti ibn al-Muktadir (calif din dinastia Abbasizilor, 946-974)
- Fatimizii: al-Muizz li Din Allah (Abu Tamim Maadd ibn al-Mansur) (calif din dinastia Fatimizilor, 953-975)
- Samanizii: al-Amir as-Said Mansur I ibn Nuh (emir din dinastia Samanizilor, 961-976)

### Orientul Îndepărtat
- Birmania, statul Arakan: Yehpyu (rege, 964-994)
- Birmania, statul Mon: Attatha (rege, 967-982)
- Cambodgea, Imperiul Kambujadesa (Angkor): Jayavarman al V-lea (Paramaviraloka) (împărat, 968-1001)
- Cambodgea, statul Tjampa: Paramesvaravarman I (rege din a șasea dinastie, ?-982) (?)
- China: Zhuao Kuangyin (Taizu) (împărat din dinastia Song de nord, 960-976)
- China, Imperiul Qidan Liao: Jingzong (împărat, 969-982)
- Coreea, statul Koryo: Kwangjong (Wang So) (rege din dinastia Wang, 950-975)
- India, statul Chalukya apuseană: Tallapa (Talla) al II-lea (rege, 973-997)
- India, statul Chalukya răsăriteană: Danarnava (rege, 970-973) și Jata Choda-Bhima (rege, 973-999)
- India, statul Chola: Parantaka al II-lea (sau Sundara Chola) (rege, 957-973) și Madhurantaka Uttama Chola (rege, 973-985)
- India, statul Gurjara Pratihara: Vijayapala (rege, cca. 960-?)
- India, statul Raștrakuților: Karkka al II-lea (rege, 972-973) și Indra al IV-lea (rege, 973-974)
- Japonia: En-yu (împărat, 969-984)
- Kashmir: Anhimanyu (rege din dinastia Parvagupta, 960-973) și Nandigupta (rege din dinastia Parvagupta, 973-975)
- Nepal: Gunakamadeva al II-lea (rege din dinastia Thakuri, cca. 946-997)
- Sri Lanka: Sena al V-lea (rege din dinastia Silakala, 969-979)
- Vietnam, statul Dai Co Viet: Dinh Tien-hoang-de (Dinh Bo Linh) (rege, 968-979)

## America
- Toltecii: Matlacxochitl (conducător, 947-983)